# اندیس مس هوره
مس هوره یک اندیس فلزی است که در حوالی شهر شهرکرد استان چهارمحال و بختیاری قرار دارد   